# Hexatheloidea
Hexatheloidea è una  superfamiglia di aracnidi migalomorfi che comprende una sola famiglia:
- Hexathelidae SIMON, 1892